# Спротт (Алабама)
Спротт (англ. Sprott) — невключена територія в окрузі Перрі, штат Алабама, США. 

## Демографія
Станом на липень 2007 на території мешкало 1211 осіб. 
Чоловіків — 575 (47.5 %);

Жінок — 636 (52.5 %).
Медіанний вік жителів: 41.5 років;
по Алабамі: 35.8 років.

### Доходи
Розрахунковий медіанний дохід домогосподарства в 2009 році: $44,645 (у 2000: $34,946);
по Алабамі: $40,489.
Розрахунковий дохід на душу населення в 2009 році: $18,829.
Безробітні: 2,3 %.

### Освіта
Серед населення 25 років і старше: 
Середня освіта або вище: 61,3 %;

Ступінь бакалавра або вище: 9,0 %;

Вища або спеціальна освіта: 4,9 %.

### Расова / етнічна приналежність
Білих — 753 (56.4 %);

 Афроамериканців — 573 (43.0 %);

 Відносять себе до 2-х або більше рас — 4 (0.3 %);

 Латиноамериканців — 4 (0.3 %).

## Нерухомість
Розрахункова медіанна вартість будинку або квартири в 2009 році: $72,866 (у 2000: $44,100);
по Алабамі: $119,600.